# فوميي تاماكي
فوميي تاماكي (باليابانية: 玉城 史也) (مواليد 23 يوليو 1993)، هو لاعب كرة قدم ياباني سابق كان يلعب كلاعب وسط.

## وصلات خارجية
- فوميي تاماكي على موقع رابطة كرة القدم اليابانية للمحترفين (اليابانية)
- فوميي تاماكي على موقع قاعدة بيانات كرة القدم.إي يو (الإنجليزية)
- فوميي تاماكي على موقع Soccerway.com (الإنجليزية)